# Birdman of Alcatraz
Birdman of Alcatraz (en España, El hombre de Alcatraz; en Chile, La celda olvidada) es una película estadounidense de 1962, con guion de Thomas E. Gaddis, basado en su libro homónimo, que recreaba el caso del preso de Alcatraz Robert Franklin Stroud, condenado a cadena perpetua por asesinato.[cita requerida]
La película, que fue dirigida por John Frankenheimer y contó con Burt Lancaster, Karl Malden, Thelma Ritter, Betty Field, Telly Savalas, Neville Brand, Edmond O'Brien, Hugh Marlowe y Whit Bissell en los papeles principales, fue galardonada con el premio BAFTA de 1963 al mejor actor extranjero (Burt Lancaster), el premio Copa Volpi 1962 al mejor actor (B. Lancaster) y el premio Laurel de Oro 1963 - 3° lugar al mejor drama, a la mejor actriz dramática (Thelma Ritter) y al mejor actor dramático (B. Lancaster).[cita requerida]

## Argumento
Stroud, condenando a cadena perpetua por dos asesinatos, es de carácter arisco y no hace muchos amigos. La cosa cambia cuando en cierta ocasión, estando solo en el patio de su prisión, aparece una pequeña ave, una cría de gorrión. Stroud se compadece del ave y la hace su mascota. Entre el criminal y el gorrión se entabla una gran amistad. El resto de los internos se da cuenta de que tener un ave les alivia la soledad, muchos se hacen con ellas, y Stroud acaba disponiendo de espacio para varias. Un día en que los pajaritos caen enfermos, Stroud estudia qué puede estar pasando con las mascotas y acaba preparando un medicamento que los salva. Finalmente, y tras una lucha por sus derechos con ayuda de su madre y su esposa, una aficionada a la ornitología a la que conoce desde la cárcel, este hombre se convierte en una autoridad mundial sobre aves y escribe un libro reconocido como una eminencia en su campo de estudio.
Tras un traslado a Alcatraz, acaba escribiendo otro libro sobre el sistema penitenciario de EE. UU. rechazado por el director de la cárcel. Sus continuas peticiones de clemencia y libertad condicional siguen siendo rechazadas, y tras muchos años solo vemos como, pese a una visible rehabilitación, es trasladado a una nueva prisión.

## Reparto
- Burt Lancaster: Robert Franklin Stroud.
- Karl Malden: Harvey Shoemaker.
- Thelma Ritter: Elizabeth Stroud.
- Betty Field: Stella Johnson.
- Telly Savalas: Feto Gomez.
- Neville Brand: Bull Ransom.
- Edmond O'Brien: Thomas E. Gaddis (Tom).
- Hugh Marlowe: Roy Comstock.
- Whit Bissell: Dr. Ellis.